# Bogusław Radziwiłł

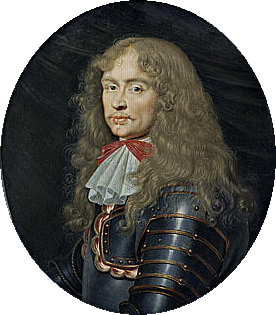
Boguslaus Radziwill (kolorierter Druck auf Velinpapier von Jeremias Falck nach einem Gemälde von Daniel Schultz, 1654)

Bogusław Radziwiłł (litauisch Boguslavas Radvila, deutsch Boguslaus Radziwill; * 3. Mai 1620 in Danzig; † 31. Dezember 1669 bei Königsberg i. Pr.) war als Herzog von Birsen und Dubinki ein litauischer Magnat in Polen-Litauen. In seinen letzten zwölf Jahren war er Statthalter des Kurfürsten Friedrich Wilhelm (Brandenburg) im Herzogtum Preußen.

## Familie

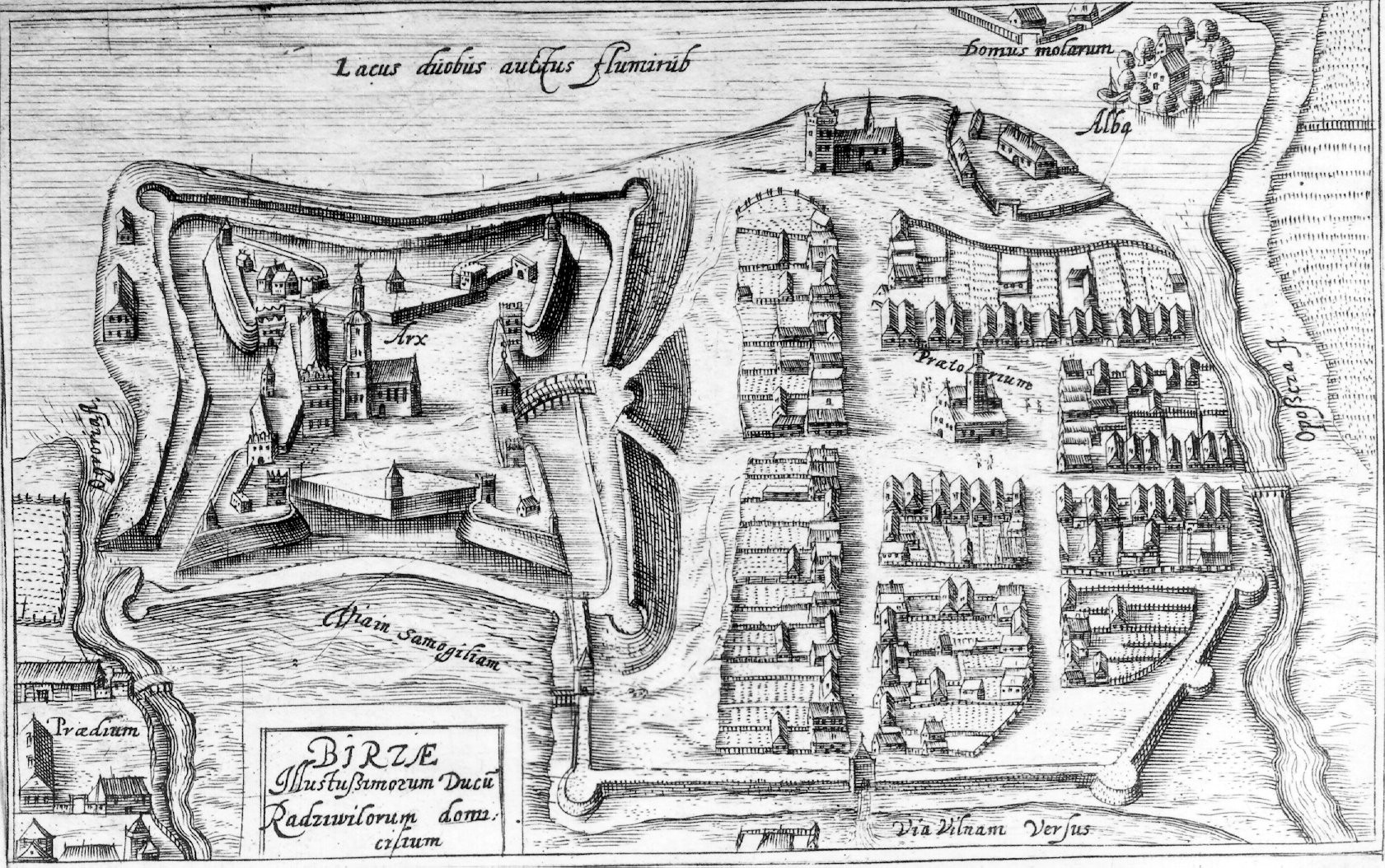
Das radziwillsche Birsen im 17. Jahrhundert

Die im Großfürstentum Litauen reich begüterte calvinistische Familie Radziwiłł war seit der Zeit Nikolaus »des Schwarzen« die Förderin und Beschützerin der Reformation in Litauen und stand damit an der Spitze der Dissidenten Polen-Litauens. Kaiser Karl V. hatte 1547 Nikolaus dem Schwarzen, dessen Bruder Jan Radziwiłł (um 1516–1551) und deren Vetter „Nikolaus dem Roten“ die erblichen Würden von „Herzögen von Nieśwież, Ołyka, Birsen und Dubinki“ verliehen, verbunden mit der Stellung von Fürsten im Heiligen Römischen Reich. Weil 1567 Nikolaus’ Söhne um „Nikolaus das Waisenkindchen“ während der Gegenreformation in Polen-Litauen zum katholischen Glauben zurückgekehrt waren, die Nachkommen Nikolaus des Roten aber nicht, hatte sich das Haus Radziwiłł in einen katholischen und einen calvinistischen (reformierten) Zweig gespalten.
Kurz vor seinem Übertritt zum Calvinismus hatte Kurfürst Johann Georg von Brandenburg aus dem Haus Hohenzollern im Jahr 1613 seine Tochter Elisabeth Sophie mit Janusz Radziwiłł, Fürst zu Dubinki, Kastellan von Wilna und Enkel Nikolaus des Roten verheiratet. Einziger Sohn und Erbe des Paares war Boguslaus Radziwill.

## Leben

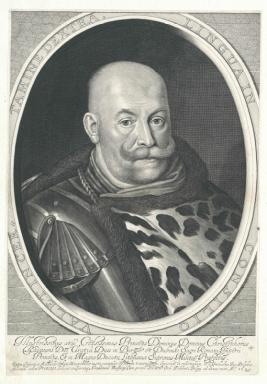
Christoph Radziwill, Boguslaus Radziwills Onkel und Mentor, zeitgenössische Darstellung

### Geburt, Kindheit und Jugend
Als Enkel Johann Georgs von Brandenburg, der Ur-Urgroßvater des seit 1640 regierenden Kurfürsten Friedrich Wilhelm war, gehörte Boguslaus Radziwill dem europäischen Hochadel an.
Weil sein Vater bereits am 3. Dezember 1620 gestorben war, verlebte Boguslaus die ersten Kindheitsjahre auf dem Anwesen seiner Mutter in Oberfranken, dem Schloss Lichtenberg. Im Alter von acht Jahren kam er nach der Wiederverheiratung seiner Mutter mit Julius Heinrich von Sachsen-Lauenburg zu seinem Onkel und Vormund, dem litauischen Großhetman und Woiwoden Fürst Christoph Radziwiłł nach Wilna. Boguslaus besuchte bis 1635 die von deutschen Reformierten geleiteten Gymnasien in Keidany und in Wilna. Im Folgejahr kam Boguslaus für einige Monate als Page an den Hof König Wladislaus IV. nach Warschau. Mit sechzehn Jahren für volljährig erklärt, erschien er im Mai 1637 auf dem Sejm zu Oszmiana als Abgeordneter, im Folgejahr erhielt er das Ehrenamt des „Bannerträgers“ von Polen-Litauen.

### Die große Reise

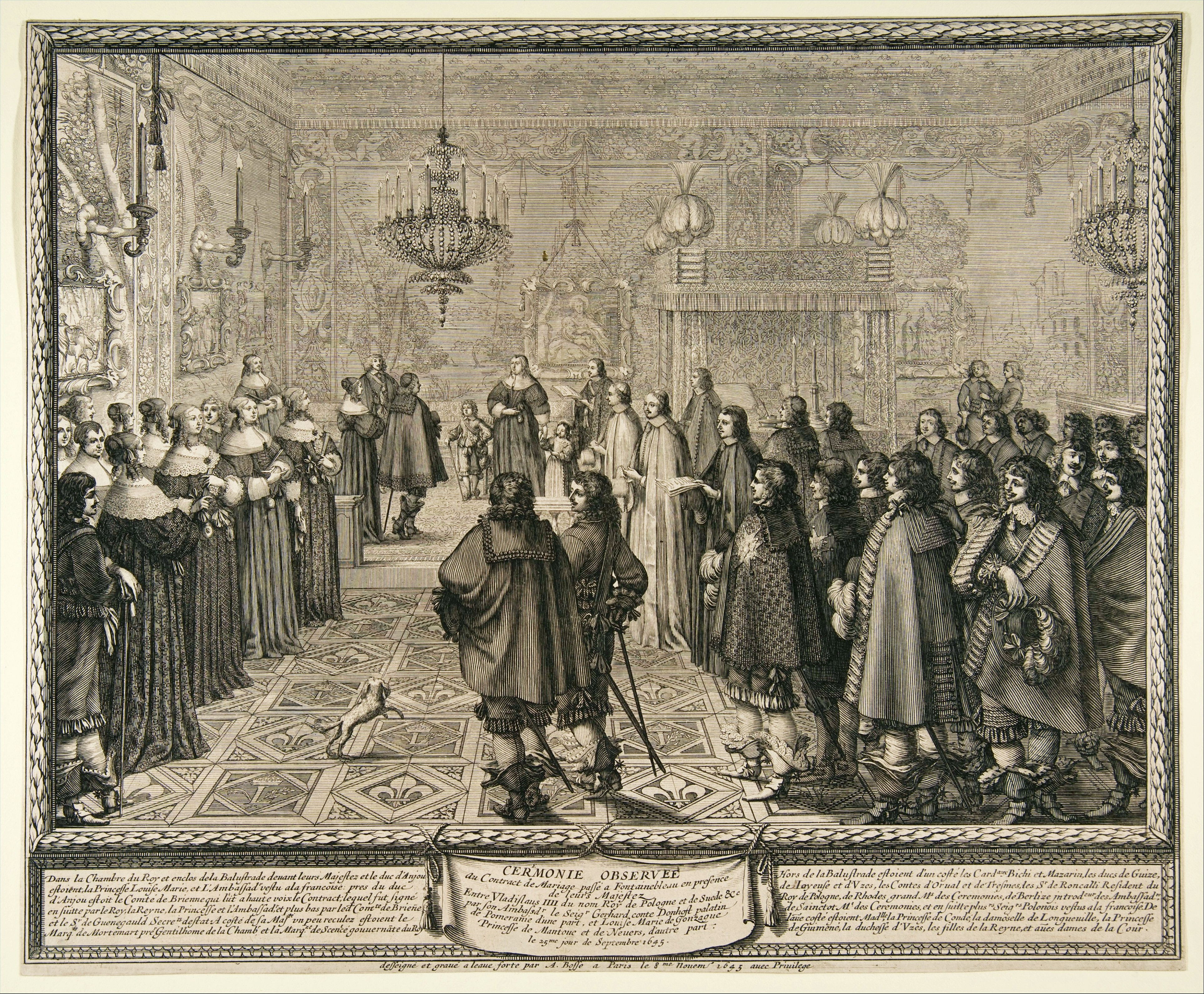
Abschluss des Heiratsvertrags zwischen Luisa Maria Gonzaga und Wladislaus IV. im Schloss Fontainebleau (Kupferstich von Abraham Bosse, 1645)

Im Sommer 1637, während des Dreißigjährigen Krieges, begann Boguslaus seine Grand Tour mit Besuchen der schwedischen und kaiserlichen Feldlager in Norddeutschland. Sie führte ihn über Lübeck, Hamburg und Groningen an die Universität Utrecht, wo er zwei Semester Mathematik und Befestigungslehre studierte. Das Studium von Wirtschaft und Handel, Geistesleben und Kriegswesen der Niederlande übte eine große Anziehungskraft auf den modern orientierten Führungsnachwuchs Europas aus.
Ab 1639 vervollkommnete sich Radziwill incognito in Paris zum Kavalier durch Sprach-, Reit-, Fecht- und Tanzunterricht. Anschließend bereiste er Frankreich, um Einrichtungen und Gesetze des fortgeschrittensten absolutistischen Staates kennen zu lernen. Ein zweimonatiger Ausflug nach England Ende 1639 gipfelte in Besuchen bei König Karl I. und dem späteren Kurfürsten Karl Ludwig von der Pfalz.
In den Jahren 1640 und 1642 war Radziwill Reisebegleiter des polnischen Prinzen Johann Kasimir, dem jüngeren Halbbruder Wladislaus IV. Zusammen mit dem Fürsten Georg Wilhelm von Braunschweig und dem späteren Fürsten Friedrich von Waldeck sammelten sie in den Niederlanden unter dem Militärreformer Friedrich Heinrich von Oranien erste Kriegserfahrungen.
Zur Beerdigung Ludwigs XIII. kehrte Radziwill 1643 nach Frankreich zurück. Dort ging die Tour in einen abenteuerlichen Daueraufenthalt über, verbunden mit persönlichem Zutritt zu Kardinal Jules Mazarin und zur Regentin Anna von Österreich. Bei der Stiftung der Ehe Luisa Maria Gonzagas mit dem polnischen König Wladislaus IV. nahm die Regentin Radziwills diplomatische Unterstützung in Anspruch. Gern hätte sie ihn durch Verheiratung mit einer Französin an ihrem Hof und im militärischen Dienst Frankreichs behalten.

### Rückkehr nach Polen-Litauen

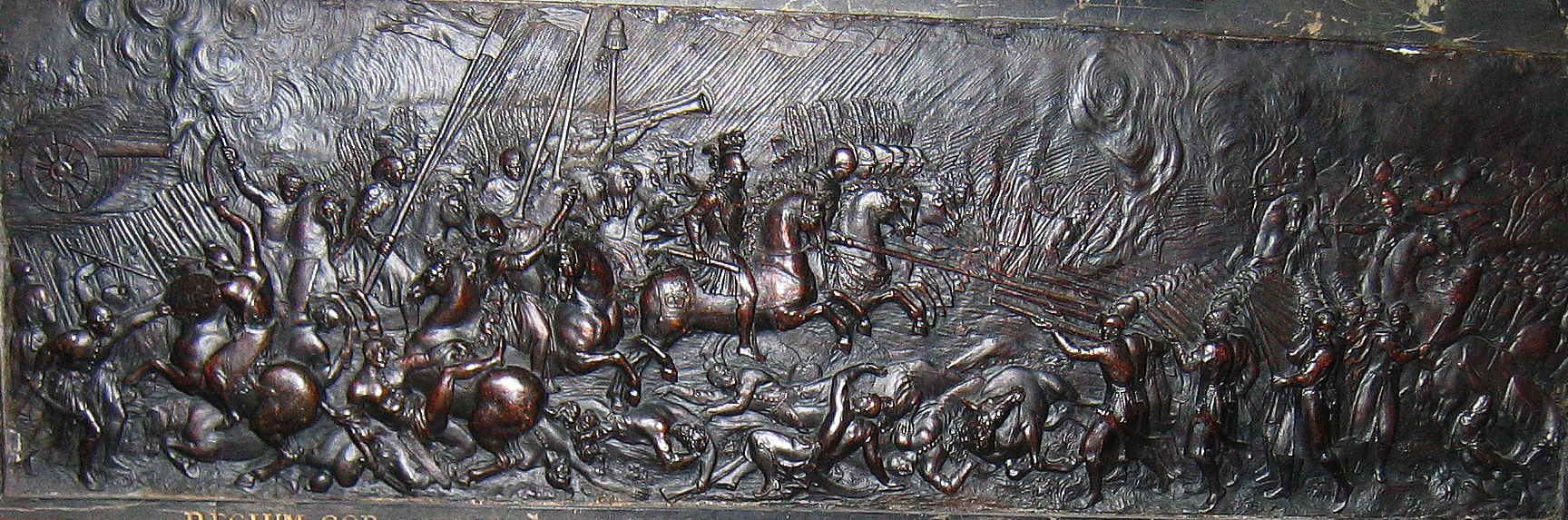
Die Schlacht bei Berestetschko (Relief am Grab des Herzens Johann Kasimirs in der Abtei Saint-Germain-des-Prés in Paris)

Seit Radziwill sich 1647 in den Niederlanden unweit der Residenz des Kurfürsten Friedrich Wilhelm in Kleve niedergelassen hatte, standen beide in persönlicher Beziehung. Im Sommer 1648, nach dem Tod Königs Wladislaus IV. und dem zugleich ausbrechenden Chmelnizki-Aufstand, riet der Kurfürst auf Veranlassung des calvinistischen Woiwoden von Pommerellen, Graf Gerhard Dönhoff, Radziwill zur Rückkehr in seine Heimat. Dort war Radziwill in den Jahren 1641 und 1646 nur zu Kurzaufenthalten wegen Erb- und Familienangelegenheiten und zum Empfang des Titels „Großstallmeister von Litauen“ erschienen. Jetzt erforderten die Neuwahl des Königs wie auch der Schutz der protestantischen Glaubensgenossen, des eigenen Besitzes und der gesellschaftlichen Stellung sein aktives Eingreifen in die polnische Politik. Er begab sich zunächst nach Kleve zu Verhandlungen über eine polnische Thronkandidatur Friedrich Wilhelms. Die Kandidatur entsprach einem Projekt seines Cousins Janus Radziwill, dem Woiwoden vom Wilna und Haupt der Dissidenten.
Als Ende August 1648 aufständische Kosaken seine Stadt Słuck angriffen, brach Radziwill nach Polen auf. In den folgenden Jahren lebte er „mit fürstlichem Prunk“ am Hof Johann Kasimirs in Warschau und gelangte zu hohen Ehren, darunter zum Kommando über die königliche Garde und zwei Reiterregimenter.
In der Schlacht bei Berestetschko im Juni 1651 trug Radziwill an der Spitze eines Teils des Fremdländischen Heeres zum Sieg über die Kosaken bei und erhielt später den Oberbefehl über sämtliche deutsche Truppen der Krone Polens. Zu ihrer Anwerbung verkaufte er einige Güter, wofür ihn die Krone 1652 durch die Verleihung der Starosteien Bar und später Brańsk entschädigte, und ihn der Sejm der Republik zum „Landbotenmarschall“ ernannte.

### Im Krieg mit Russland
Inzwischen hatte Zar Alexei von Russland die ihm von den Saporoger Kosaken angetragene Rolle des Schutzherrn übernommen. Als sich deswegen im Februar 1654 ein Krieg mit Russland abzeichnete, ernannte der Sejm Radziwill nicht zum litauischen Großfeldherrn und verweigerte die Bewilligung der notwendigen Kriegsmittel. Die Versammlung ging ohne Beschluss auseinander, weil der König und die Gegner des Calvinismus einen zu großen Machtzuwachs des Hauses Radziwill befürchtet hatten.
Sein Amt des Woiwoden von Połock konnte Radziwill im Mai 1654 nicht mehr antreten, weil der Krieg ausgebrochen war und die Russen die Stadt bereits erobert hatten. Ende Juni beschloss der eilig einberufene Sejm, Truppen auszuheben und Janus Radziwill das Kommando zu übergeben. Dieser konnte mit den geringen Streitkräften die Russen nicht zum Stehen bringen. Während sich im Frühjahr 1655, nach der gescheiterten Belagerung von Mohiljow, das polnisch-litauische Heer nach Westen zurückzog, verdächtigte der Hof Janus und Boguslaus Radziwill des Verrats.

### Im Krieg mit Schweden
Im Juni 1654 dankte die schwedischen Königin Christine aus dem Haus Wasa ab und Karl X. Gustav aus dem Hause Pfalz-Zweibrücken-Kleeburg, einer Nebenlinie der Wittelsbacher, bestieg den schwedischen Thron. Dies erkannte König Johann Kasimir, der ein Wasa war, nicht an und bezeichnete sich als rechtmäßigen König von Schweden, was einer Kriegserklärung an Karl Gustav gleichkam. Johann Kasimirs Vorgehen bot Schweden den willkommenen Grund zur Wiedereröffnung des Nordischen Kriegs mit Polen. Die seit dem Westfälischen Frieden unbeschäftigten schwedischen Streitkräfte griffen von Schwedisch-Vorpommern aus die Region Großpolen an. Dort kapitulierte ein offenbar kampfunwilliges Adelsaufgebot nach den ersten Zusammenstößen am 25. Juli 1655 im Vertrag von Usch vor den Schweden. Hohe polnische Würdenträger um den großpolnischen Woiwoden Krzysztof Opaliński erkannten darin Karl Gustav als ihren Lehnsherren an.
Eine zweite schwedische Armee war zeitgleich in Polnisch-Livland eingefallen. Unter der Leitung der beiden Fürsten Radziwill sollte nun Livland gegen die Schweden verteidigt werden, wie bereits das benachbarte Litauen gegen die Russen. Nachdem die Schweden im Juni 1655 den Polen das zuvor von den Russen vergebens belagerte Dünaburg weggenommen hatten, bot der schwedische Oberkommandierende Magnus de la Gardie den Radziwills einen Vergleich zu Ungunsten der Russen an. Ende Juli begannen die Radziwills unter der Hand mit de la Gardie zu verhandeln, während sie gegenüber Warschau „äußerste Verteidigungsbereitschaft“ versicherten. Weitere Würdenträger Litauens nahmen offen mit den Schweden Verhandlungen auf, als die Russen im August Minsk, Wilna und große Teile Litauens erobert hatten.

### Im Bündnis mit Schweden

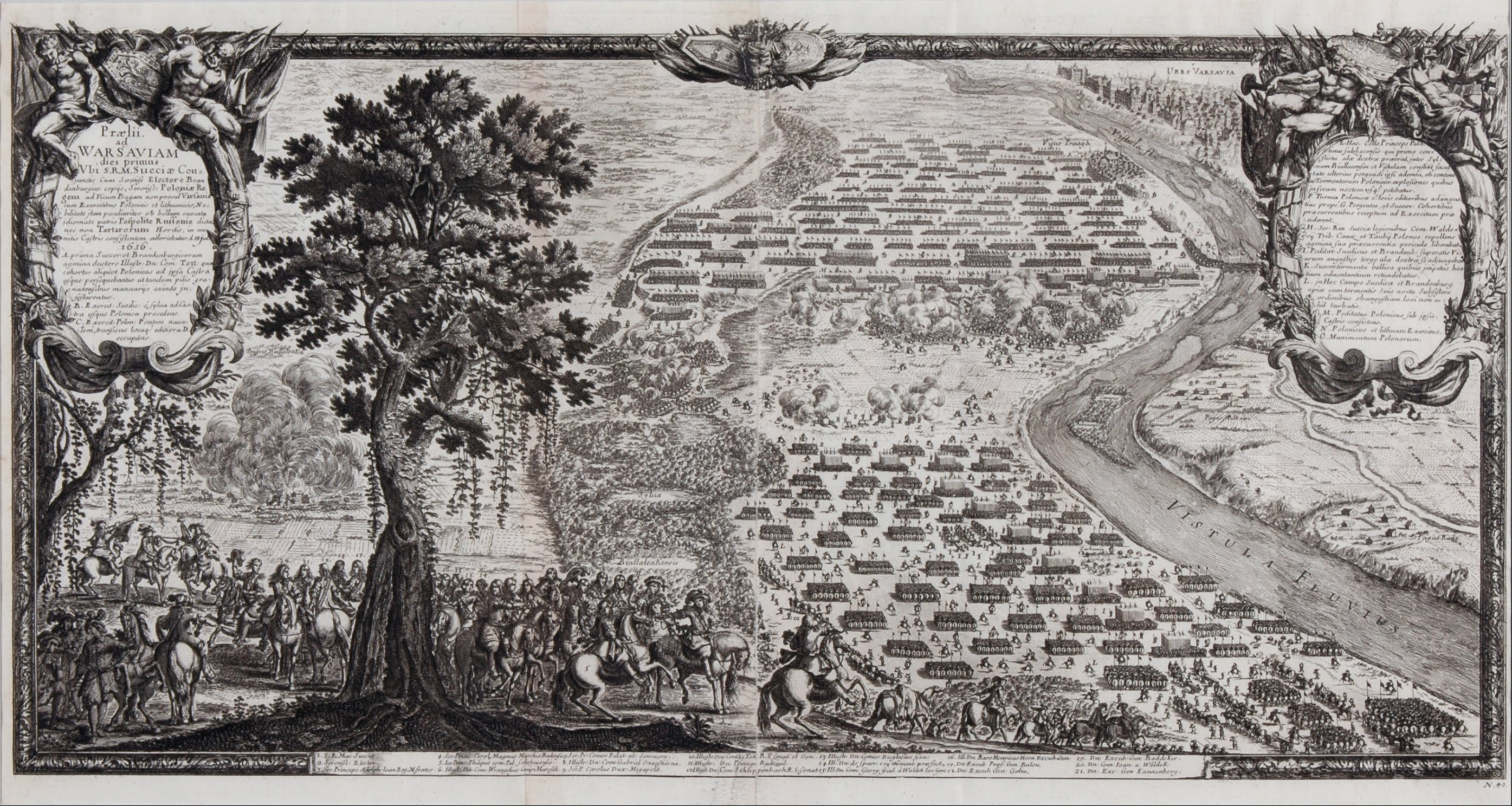
Der erste Tag der Schlacht bei Warschau, Kupferstich nach Erik Dahlberg, 1656

Unfähig, sich gegen zwei Mächte gleichzeitig zu behaupten, schloss die litauische Seite unter Janus Radziwill im August 1655 mit Schweden ein Abkommen wie zuvor Opaliński. Sie erkannte Karl Gustav anstelle Johann Kasimirs als Großherzog von Litauen an. Die litauischen Truppen sollten sich mit den schwedischen zum Kampf gegen die Russen vereinen, jedoch nicht gegen den König von Polen. Schweden versprach die Verteidigung Litauens zu übernehmen, von den Russen die Räumung der besetzten Landesteile zu erreichen und sagte die Rückgabe seiner Eroberungen an die litauischen Besitzer zu.
Wie zahlreiche litauische Adelige hatte auch Radziwill seinen Vorrat an Edelmetallen und barem Geld, darunter die ungeheure Summe von 200.000 Talern, auf der Memel nach Preußen in Sicherheit gebracht. Im Oktober beschlagnahmte Friedrich von Waldeck in Labiau die Ladung der Schiffe, um die kurbrandenburgische Kriegskasse aufzubessern.
Nachdem nahezu ganz Polen-Litauen von Russen im Osten und von Schweden im Westen, einschließlich Warschau und Krakau, besetzt war, ging Radziwill im Oktober 1655 zu Schweden über. Währenddessen flüchtete König Johann Kasimir, von vielen Würdenträgern verlassen, und ohne eigene Armee, unter den Schutz Kaiser Ferdinands III. nach Schlesien ins Heilige Römische Reich. Am 20. Oktober 1655 beschloss eine von Janus Radziwill einberufene litauische Ständeversammlung in der „Union von Kėdainiai“ die Absetzung Johann Kasimirs und die Anerkennung Karl Gustavs als König von Polen und Großherzog von Litauen. Für viele Litauer bedeutete dies eine Rettung vor den Russen, bei den Polen brachte es die Radziwills in den Ruf des Verrats.
Schon zuvor hatte König Johann Kasimir die calvinistischen Radziwills wegen ihres Übergangs zu Schweden in Acht und Bann getan und ihren Besitz für herrenlos erklärt. Ende 1655 sagte Boguslaus Radziwill von sich: „Itzo bin ich ein ruinierter Fürst“.
Karl Gustav konnte indessen den Widerstand der Konföderation von Tyszowce nicht brechen. Als immer mehr polnische und litauische Adelige Johann Kasimir ihre Treue versicherten, kehrte dieser im Dezember 1655 zurück. Karl Gustav, der daraufhin seine Positionen nicht länger ohne Helfer halten konnte, bot im Frühjahr 1656 dem Kurfürsten Friedrich Wilhelm von Brandenburg für ein Bündnis gegen Polen die Souveränität in Preußen sowie einen Teil der von ihm eroberten polnischen Territorien an.

### Übertritt zum Kurfürsten von Brandenburg
Der Kurfürst war als Landesherr Hinterpommerns und der Neumark, der Durchzugsgebiete von Schwedisch-Pommern nach Polen, und als Herzog in Preußen in den Krieg zwischen Schweden und Polen hineingezogen worden. Bereits bei Kriegsausbruch hatte er mit seinen Beratern erwogen, die polnische Lehnsherrschaft in Preußen abzuschütteln. Die in Preußen eingefallenen Schweden nötigten ihn jedoch im Königsberger Vertrag vom 17. Januar 1656, Karl Gustav anstelle des Königs von Polen als seinen Lehnsherren anzuerkennen und Schweden logistisch zu unterstützen.

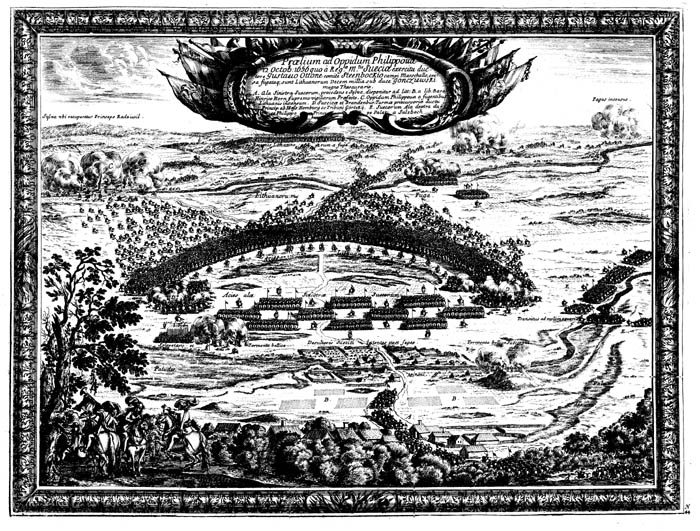
Die Schlacht bei Philippowo, Kupferstich nach Erik Dahlbergh, 1656

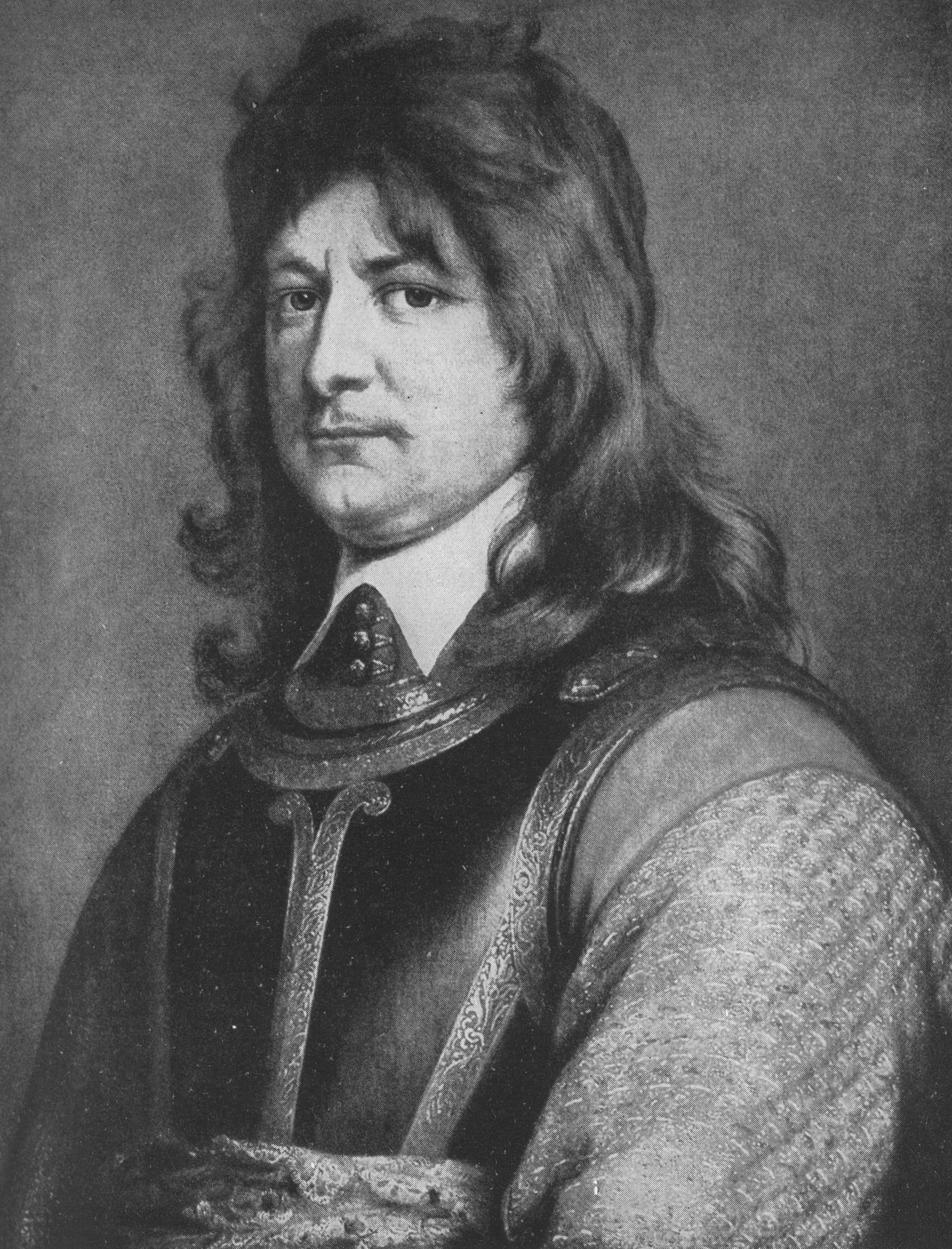
Kurfürst Friedrich Wilhelm (Ölgemälde von Adriaen Hanneman, 1647)

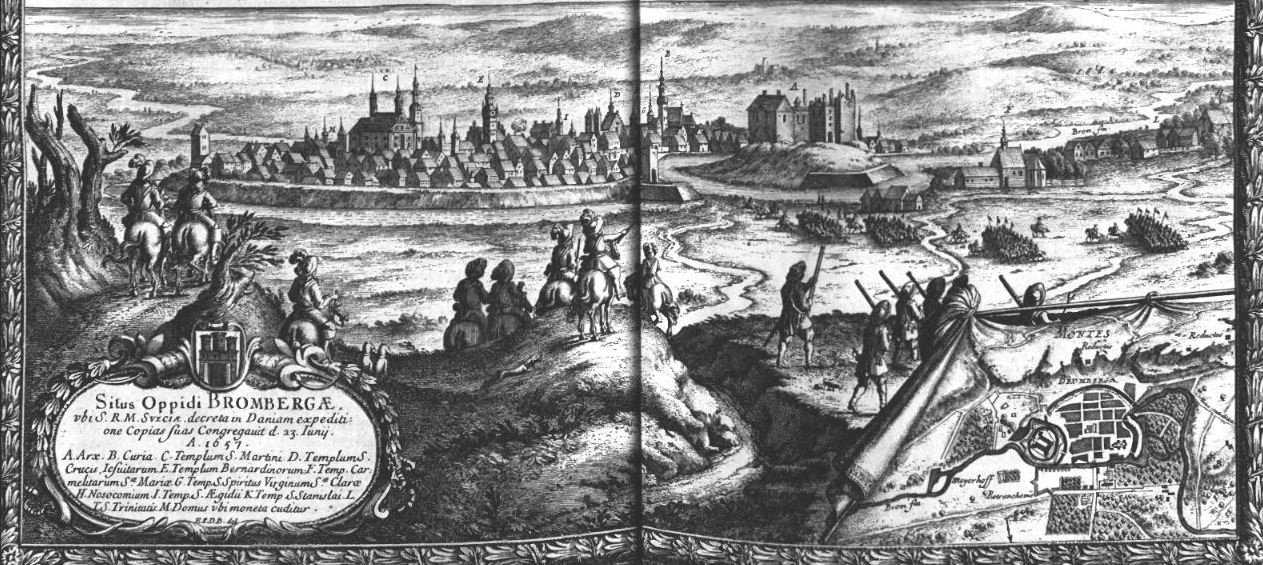
Bromberg, Schauplatz der Zeremonie vom 30. Oktober 1657 (Kupferstich von Erik Dalhbergh, 1657)

Die anschließenden militärischen und diplomatischen Aktivitäten gipfelten im Juni 1656 im Vertrag von Marienburg. Verstärkt durch die Brandenburger konnte Karl Gustav Ende Juli 1656 die Polen unter Johann Kasimir in der Schlacht bei Warschau besiegen. Radziwills Regiment hatte in den Reihen der Schweden gestanden, jedoch ohne ihn selbst, weil er nicht persönlich gegen den polnischen König kämpfen wollte. Im November erkannte Karl Gustav im Vertrag von Labiau Friedrich Wilhelm als souveränen Herzog in Preußen an. Friedrich Wilhelm hatte sich nach der Schlacht von Karl Gustav getrennt und nach Preußen zurückgezogen. Er war an einer Kriegsentscheidung nicht interessiert, solange nicht auch Polen seine Souveränität in Preußen anerkannt hatte.
Radziwill war durch den Tod Janus Radziwills zum Chef des calvinistischen Hauses Radziwill geworden, inzwischen aber bei den Polen als schwedischer Parteigänger moralisch diskreditiert, von eigenen Einkünften abgeschnitten und militärisch hart bedrängt. Nach der Schlacht von Warschau trat seine Truppe zu den Brandenburgern, die Preußen entlang des Lyck gegen einen von Johann Kasimir befohlenen Tatareneinfall verteidigten. Im Gefecht bei Prostken am 8. Oktober 1656 nahmen Tataren Radziwill schwer verwundet gefangen. Nur der Hilfe litauischer Offiziere und seines alarmierten katholischen Vetters Michael hatte er sein Überleben zu verdanken. Schon am 22. Oktober brachte ein Sieg Fürst Waldecks bei Philippowo Radziwill die Freiheit zurück. Karl Gustav empfing ihn in Frauenburg mit hohen Ehren, ernannte ihn zum schwedischen Generalfeldmarschall und sicherte ihm die Woiwodschaft Nowogródek als souveränen Besitz zu. Dennoch lehnte Radziwill ab, in den Dienst Karl Gustavs zu treten. Stattdessen suchte er die Nähe des Kurfürsten.
Als sich im Herbst 1656 Polen und Russland im Vertrag von Wilna gegen Schweden verbündeten, Schweden militärische Misserfolge erlitt und ein Bündnis Johann Kasimirs mit dem Habsburger Herrscher Leopold zustande kam, ließ Friedrich Wilhelm in Polen und Österreich vorfühlen, welchen Preis man ihm für ein Bündnis und seine Kurstimme bei der bevorstehenden Wahl Leopolds zum Kaiser biete.
Radziwill, der nach Polen zurückkehren, seine politische Isolation überwinden und seine Güter mitsamt ihren Einkünften wiedererlangen wollte, schaltete sich vermittelnd in die im Geheimen geführten Verhandlungen zugunsten Friedrich Wilhelms ein. Erfreut nahm der Kurfürst Radziwills Dienste an und ernannte ihn noch 1656 zum Generalleutnant der kurbrandenburgischen Armee. Auch gab er ihm im Juli 1657 die Ehre, wie Leopold, der französische König Ludwig XIV., der Kurfürst Johann Georg II. von Sachsen und andere Fürsten Taufpate seines zweiten Sohnes Friedrich zu werden.
Das Zusammenspiel der Mittelsmänner führte im September 1657 zur Anerkennung der Souveränität des Kurfürsten im Herzogtum Preußen durch den König von Polen im Vertrag von Wehlau. Der Kurfürst honorierte Radziwill, indem er im Vertrag eine Amnestierung und die Rückgabe seiner Besitzungen in Polen festschreiben ließ. König Johann Kasimir demütigte dagegen Radziwill anlässlich der Ratifikation des Vertrags in Bromberg: Bei der feierlich-aussöhnenden Begrüßung des Kurfürsten samt Gefolge am 30. Oktober 1657 auf dem Markt begnügte er sich bei Radziwill nicht mit der Entgegennahme eines Handkusses, sondern bestand auf einem Fußfall und einer laut vorgebrachten Bitte um Verzeihung, um ihr dann seufzend zu entsprechen.

### Statthalter des Kurfürsten in Preußen

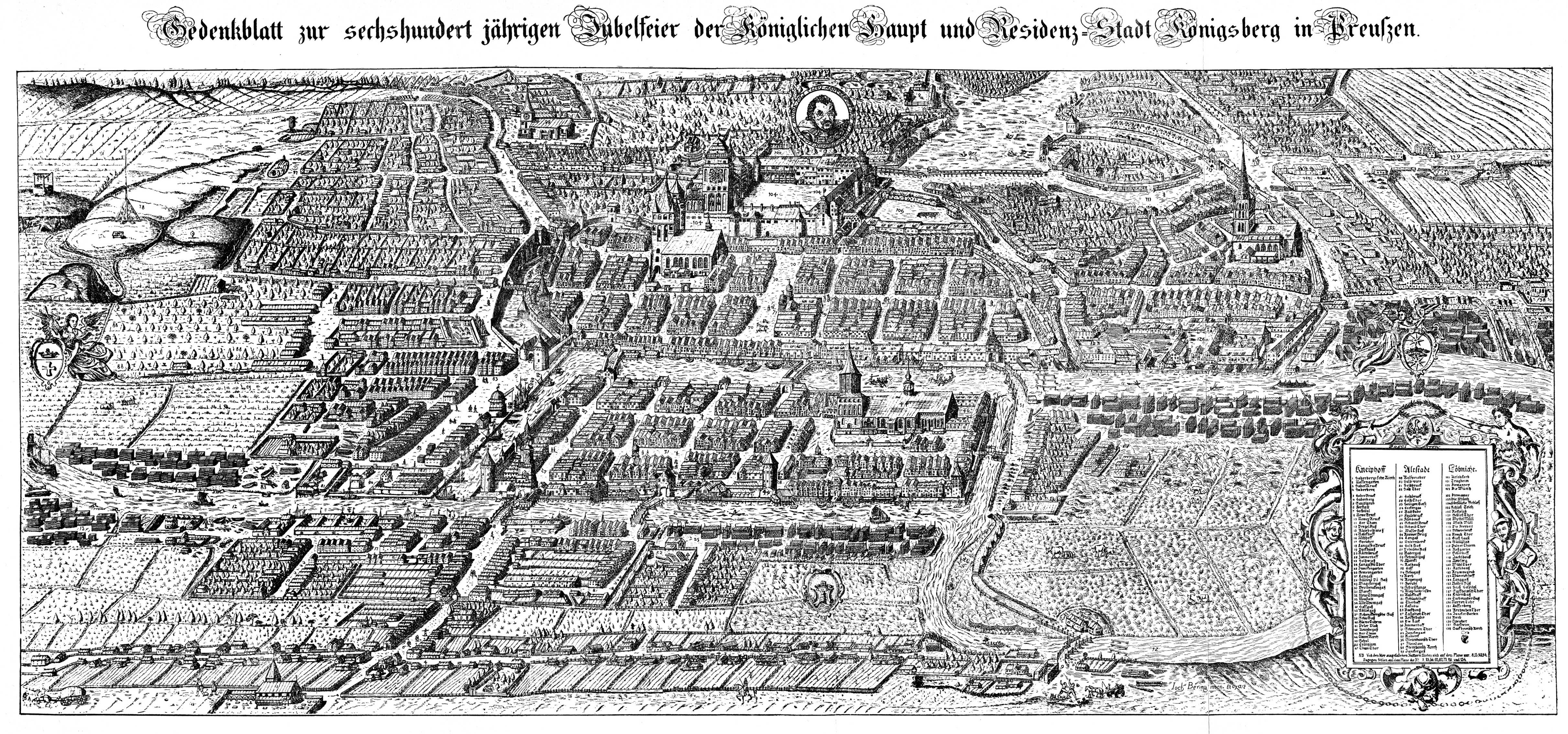
Königsberg im 17. Jahrhundert (nach einem Stich von Joachim Bering, 1613)

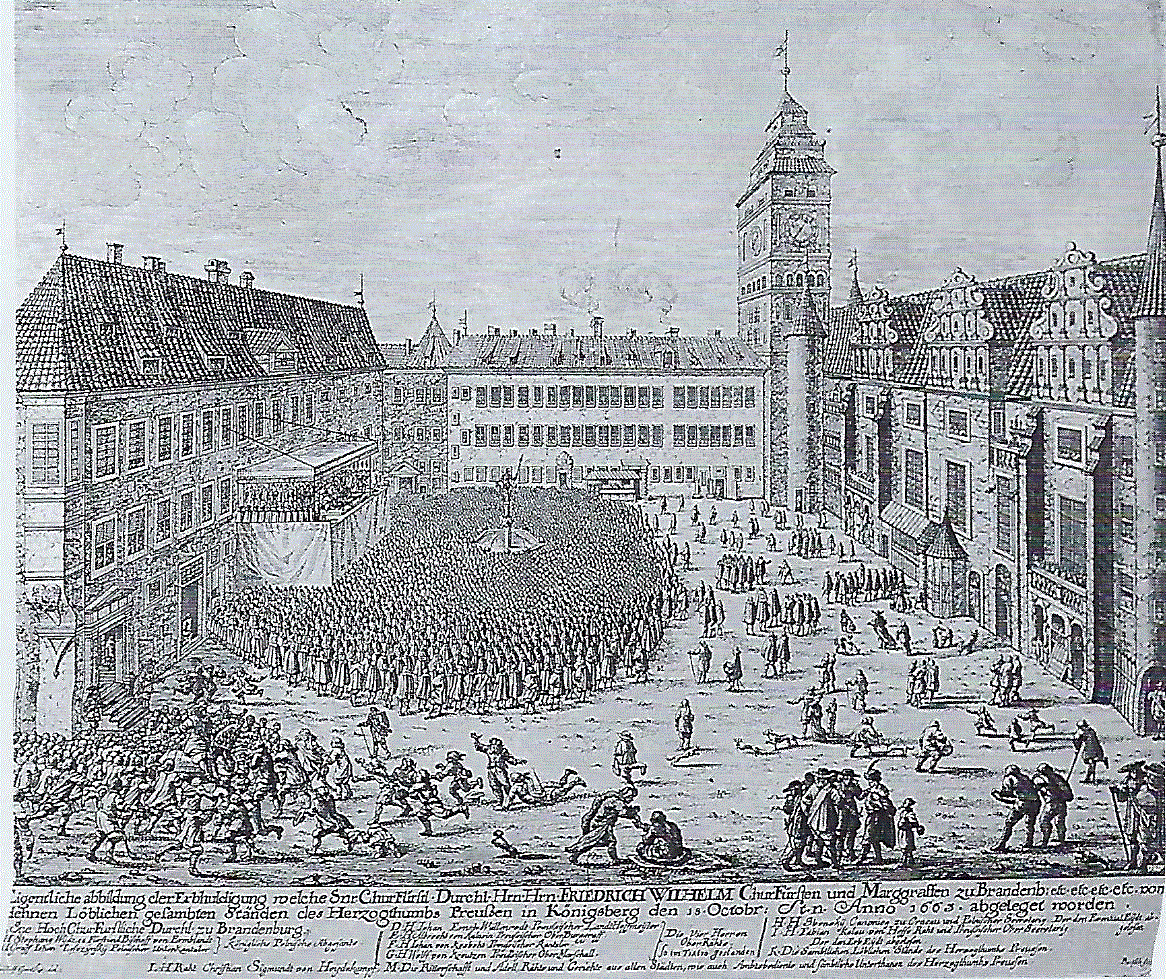
Huldigung der preußischen Stände vor Kurfürst Friedrich Wilhelm im Königsberger Schloss 1663

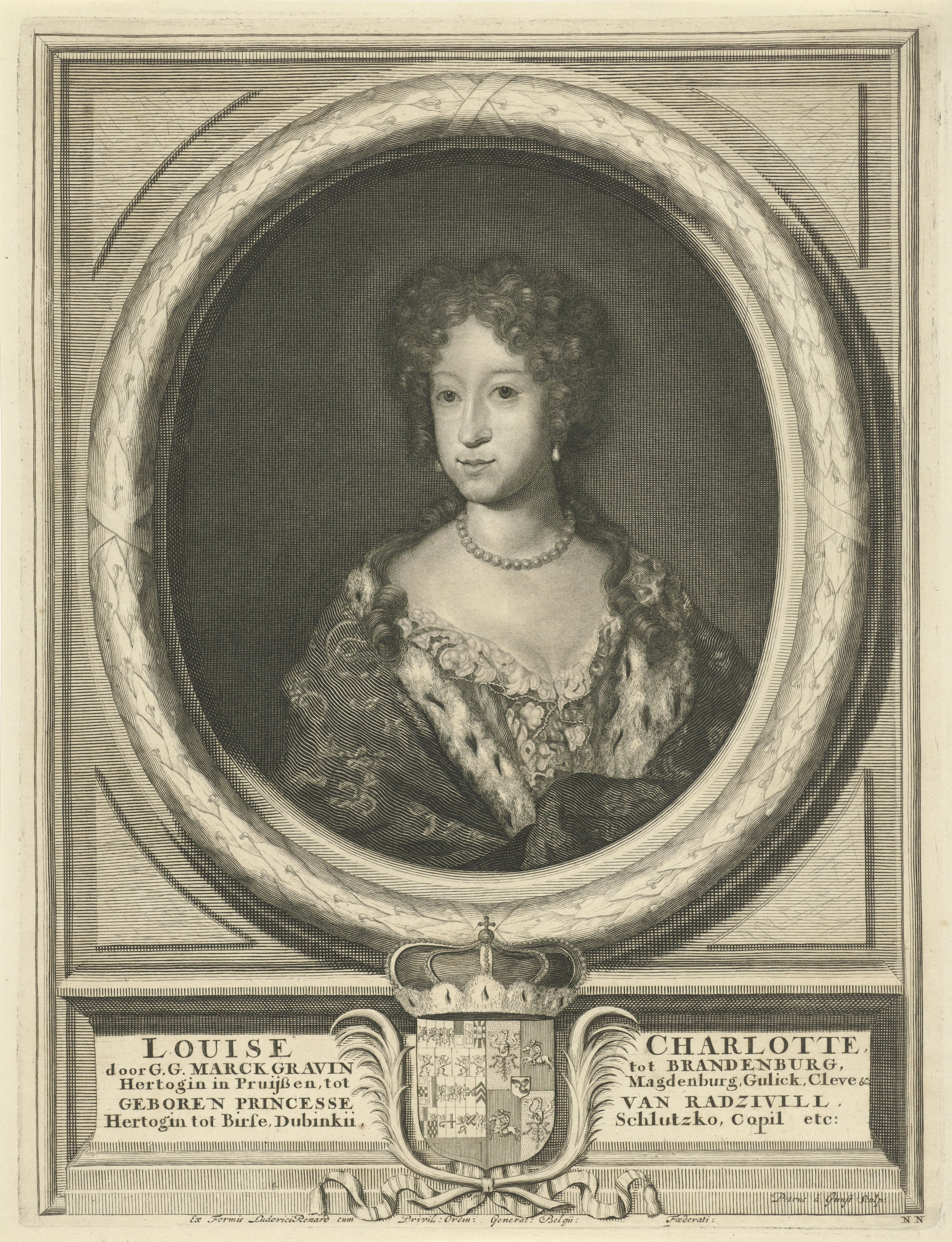
Luise Charlotte Radziwill, verheiratete Markgräfin von Brandenburg und Herzogin in Preußen (zeitgenössischer Kupferstich von Pieter van Gunst)

Unmittelbar danach ernannte Friedrich Wilhelm Boguslaus Radziwill zu seinem Statthalter in Preußen. Der Kurfürst, der Anhänger seines reformierten Bekenntnisses bevorzugte, versprach sich von dem zwar landfremden, aber moderat eingestellten, diplomatisch und militärisch versierten Radziwill Hilfe bei der Durchsetzung seiner landesherrlichen Interessen in Preußen und einen Zuwachs seines Einflusses in Polen und Litauen. Radziwill mit seinen vielen persönlichen Kontakten in Polen-Litauen, darunter zum Königspaar, bot der Statthalterposten die Möglichkeit, seine fürstliche Stellung aufrechtzuerhalten und seinen Platz als Magnat in Polen in legitimer Weise zurückzugewinnen.
In den Jahren seiner Statthalterschaft bis zum Kriegsende 1660 führte Radziwill in Preußen und im Herzogtum Kurland die Brandenburger gegen die Schweden unter Herzog Adolf Johann. Zwar misslang trotz eines Erfolgs im Oktober 1658 die Einnahme Elbings, doch eroberte er im Herbst 1659 das Herzogtum Kurland mit Ausnahme der Festung Bautzke.
Im Herzogtum Preußen selbst bahnte sich ein Konflikt des Kurfürsten mit den Landständen an, die an den Verhandlungen in Wehlau und Oliva nicht teilgenommen hatten. Sie und die „mächtigen und weitgehend unabhängigen Oberräte“ sahen ihre Stellung durch die Souveränität des Kurfürsten geschwächt. Sie verweigerten ihm nun die Huldigung, weil sie weiterhin ihren eigentlich legitimen Oberherren im König von Polen sahen. Im Jahr 1661 verhinderte Radziwill am Hof zu Warschau in Zusammenarbeit mit dem kurbrandenburgischen Gesandten Johann von Hoverbeck, dass der dorthin gereiste Wortführer der Ständerebellion, Hieronymus Roth, den polnischen König zum Bruch des Olivaer Vertrags überreden konnte. Letztendlich blieb der Königsberger Aufstand erfolglos. Friedrich Wilhelm war mit bewaffneter Macht in Königsberg erschienen, dann aber dem Rat Radziwills und Otto von Schwerins gefolgt, den Ständen politische Zugeständnisse zu machen. Nach der Festnahme Roths 1662 konnte er im Jahr darauf die Stände zur Huldigung bewegen.

### Magnat in Polen-Litauen
Während der Auseinandersetzung mit den Ständen in Preußen war es zu einem Bruch Polens mit Russland gekommen. Der Kurfürst gestattete Radziwill, dem das Königspaar wieder einen Sitz im Sejm zugestanden hatte, im November 1661 an der Spitze eines eigenen Kontingents im litauischen Aufgebot am Krieg mit Russland teilzunehmen.
Im Jahr 1665 heiratete Boguslaus Radziwill, um den Familienbesitz zusammenzuhalten, Anna Maria Radziwiłł, die fünfundzwanzigjährige Tochter seines Cousins Janus und der Katharina Potocka, Tochter des Stefan Potocki (1568–1631). Anna Maria starb bereits 1667 an den Folgen der Geburt ihres einzigen Kindes, der Tochter Louise Charlotte. Im selben Jahr verlieh ihm der Kurfürst nach dem Tod des Inhabers Jonas Casimir von Eulenburg eines der ersten 1655 Infanterie-Regimenter der kurbrandenburgischen Armee.
Nicht immer stimmten die Ziele des Kurfürsten mit denen Radziwills überein. Als der Magnat Jerzy Sebastian Lubomirski an Radziwill zur Unterstützung seiner gegen Reformvorhaben Johann Kasimirs gerichteten Absichten herantrat, stieß er zum Missfallen des Kurfürsten auf Ablehnung. Während der Kurfürst sein von den Niederlanden bis Litauen reichendes Territorium sichern und seine Macht ausdehnen wollte, war Radziwill in Polen-Litauen an der vollständigen Wiederherstellung seiner Besitzungen und dem Schutz des reformierten Bekenntnisses gelegen. Vor dem Hintergrund des bevorstehenden Abdankung Johann Kasimirs führte Radziwill heftige Auseinandersetzungen mit der in Litauen aufstrebenden Familie Pac, insbesondere mit dem Vetternpaar Michael und Christoph Pac. In den Verhandlungen auf dem Konvokationsreichstag, der die Pacta conventa für die eigentliche Wahlversammlung festzulegen hatte, verteidigte Radziwill die Rechte der Dissidenten, was ihm den Vorwurf ausgesetzt, „Diener eines fremden Fürsten“ zu sein. Die Wahl Michael Korybut Wiśniowieckis zum König bedeutete eine Niederlage des Kurfürsten und Radziwills, um den sich wiederum achtzehn litauische Magnaten geschart hatten.

### Tod und Nachleben

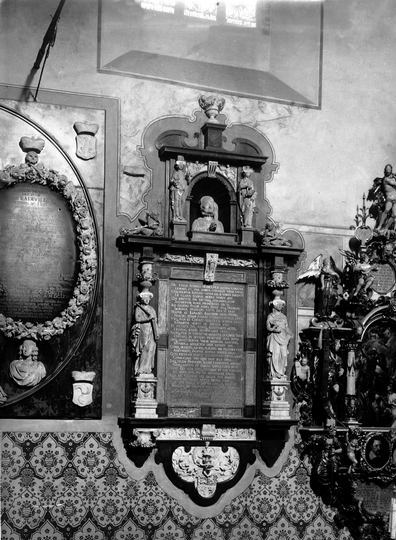
Das Grabmal der Eheleute Radziwill links (angeschnitten) neben dem der Dorothea von Preussen in der fürstlichen Grablege des Königsberger Doms (Vorkriegsaufnahme)

Fürst Boguslaus Radziwill starb zu Silvester 1669 vor den Toren Königsbergs während der Rückkehr aus Heiligenbeil im Reisewagen an einem Schlaganfall. Am 6. Mai 1670 wurde er nach prunkvollen Feiern und in Gegenwart seines Vetters Michael Kasimir in der kurfürstlichen Grablege des Königsberger Domes beigesetzt.
Nach Einschätzung seines Biografen Jörg Jacoby war „die innerste Triebkraft für alle menschlichen und politischen Entscheidungen Radziwills“ seine „unerschütterliche kalvinistische Glaubensüberzeugung“. Ihr folgten die Bemühungen Radziwills um einen Sitz im Reichstag des Heiligen Römischen Reichs zu Regensburg, wo er 1654 und 1664 erschienen war, aber trotz kurfürstlich-brandenburgischer Unterstützung scheiterte. Im Testament hatte Radziwill der Familie nahegelegt, ein Territorium im Reich zu kaufen und die Tochter, mit dem Kurfürsten als Obervormund, an einen reformierten deutschen Fürsten zu verheiraten.
Da Boguslaus keine männlichen Nachkommen hinterließ, starb mit ihm die calvinistische Fürstenlinie des Hauses Radziwiłł aus. Die Ehe seiner Tochter Luise Charlotte mit Ludwig von Brandenburg, dem dritten Sohn des Kurfürsten Friedrich Wilhelm und der Luise Henriette von Oranien, im Jahre 1681 blieb kinderlos, brachte aber die Herrschaften Tauroggen und Serrey an den brandenburg-preußischen Staat. Durch eine Tochter aus der späteren Verbindung Luise Charlottes mit Karl Philipp von der Pfalz aus dem Hause Wittelsbach wurde Radziwill zu einem der Urahnen der Könige von Bayern.
In der polnischen Erinnerungskultur ist Boguslaus Radziwill als Schurke in Henryk Sienkiewicz’ Roman Potop (deutsch: Sintflut) aus dem Jahre 1886 lebendig. Der Roman ist in Polen Schulstoff. Jerzy Hoffman verfilmte ihn 1974 unter gleichnamigem Titel mit Leszek Teleszyński in der Rolle Bogusław Radziwiłłs. Der Film war international erfolgreich, jedoch unterblieb in beiden deutschen Staaten seine Aufführung.
Neben der Religion mögen der westeuropäische Habitus, Radziwill trug Allongeperücke und war stets nach französischer Mode gekleidet, und die westlich orientierte Ausbildung durch die Grand Tour ein Grund für Radziwills angreifbare Stellung gewesen sein. Die verstärkte Ablehnung von Reisen nach Westeuropa ging in Adelskreisen mit einer Welle der Fremdenfeindlichkeit einher.
Der polnische Historiker Janusz Małłek kommt angesichts der Stellung Radziwills als Bürger, der der polnischen Adelsrepublik und Roths, der sicherlich nicht polnisch sprach, als Verfechter der polnischen Oberhoheit über das Herzogtum, zu dem Ergebnis, dass die nationalen Interessen eine geringe Rolle beim Aufbau des absolutistischen Staates in Preußen sowie bei der Verbreitung des Modells des Ständestaates gespielt haben.
Mit dem Untergang Preußens und der Mehrzahl seiner historischen Schauplätze, in deren Überlieferung bis dahin auch der Name Radziwill gehörte, geriet Boguslaus Radziwill in Deutschland in Vergessenheit. Dagegen ist im seit 1945 russischen Kaliningrad im Jahre 2009 die Grabtafel von Anna und Boguslaus Radziwill an der Nordmauer des Königsberger Domes nach dreijährigen Arbeiten wiedererstanden.